# Melanozyten-stimulierendes Hormon
Melanozyten-stimulierende Hormone (MSH), auch Melanotropine, sind eine Gruppe von Peptidhormonen, die in Hypothalamus und Hypophysenzwischenlappen gebildet werden und die gleiche Gruppe von Melanocortinrezeptoren (MC1R, MC2R, MC3R, MC4R und MC5R) aktivieren. Sie regulieren in den pigmentbildenden Melanozyten die Melaninsynthese sowie die Melanozytenexpansion und die Pigmentdispersion. Sie begrenzen die Fieberreaktion. Weiterhin sind sie an der Regulierung von Hunger (appetitmindernde Wirkung von α-MSH durch Bindung an MC3R und MC4R im Hypothalamus) und sexueller Erregung beteiligt.

## Chemische Struktur
Die Gruppe der Melanotropine (MSH) bilden α-MSH, β-MSH und γ-MSH, während zu der Gruppe der Melanocortine noch Adrenocorticotropin (ACTH) zählt. Diese Peptide werden aus dem Proprotein Proopiomelanocortin (POMC) prozessiert.
Die menschlichen Melanotropine haben folgende Primärstruktur:
- α-MSH: Ser-Tyr-Ser-Met-Glu-His-Phe-Arg-Trp-Gly-Lys-Pro-Val-NH2
- β-MSH: Asp-Glu-Gly-Pro-Tyr-Arg-Met-Glu-His-Phe-Arg-Trp-Gly-Ser-Pro-Pro-Lys-Asp
- γ-MSH: Tyr-Val-Met-Gly-His-Phe-Arg-Trp-Asp-Arg-Phe-NH2

## Synthetische Varianten
Ein synthetisches MSH-Analogon, Bremelanotid, ist ein Arzneistoff aus der Gruppe der Melanocortinrezeptor-Agonisten. Es wurde im Juni 2019 in den USA unter dem Handelsnamen Vyleesi (Zulassungsinhaber: AMAG Pharmaceuticals) zur Behandlung der sogenannten hypoaktiven sexuellen Regulationsstörung bei Frauen vor den Wechseljahren zugelassen. Daneben ist Setmelanotid zugelassen. Ein weiteres MSH-Analogen, Melanotan zur Hautbräunung und zur Gewichtsreduzierung, befindet sich noch in der klinischen Entwicklung.